# Hussey Automobile & Supply Company
Hussey Automobile & Supply Company war ein US-amerikanisches Unternehmen in der Automobilindustrie.

## Unternehmensgeschichte
Das Unternehmen hatte seinen Sitz in Detroit in Michigan. Es stellte Zubehör für Automobile her. Im Dezember 1902 begann zusätzlich die Produktion von Automobilen. Der Markenname lautete Hussey. 1903 endete die Fahrzeugproduktion.
Es ist nicht bekannt, wann das Unternehmen aufgelöst wurde.

## Fahrzeuge
Im Angebot stand nur ein Modell. Es hatte gewöhnlich einen Einzylindermotor mit 7 PS Leistung. Es konnte aber auch ohne Motor gekauft werden. Die Karosserie war offen. Der Runabout bot Platz für zwei Personen. Besonderheit war das klappbare Lenkrad, das einen leichteren Ein- und Ausstieg ermöglichte.
Das patentierte Lenkrad war ein wichtiges Produkt für das Unternehmen und auch als Zubehör für andere Fahrzeuge erhältlich.